# 19. мај
19. мај (19.5.) је 139. дан године по грегоријанском календару (140. у преступној години). До краја године има још 226 дана.

## Догађаји
- 530 — Краља Вандала и Алана Хилдериха свргнуо његов синовац Гелимер чиме је изазвана византијска војна интервенција и освајање северне Африке од стране Јустинијановог војсковође Велизара 534. године.
- 1635 — Француска у Тридесетогодишњем рату објавила рат Шпанији.
- 1649 — Дуги парламент је усвојио закон којим је Енглеска проглашена комонвелтом и остаће република наредних 11 година.
- 1802 — Наполеон Бонапарта установио Орден легије части за цивилне и војне заслуге.
- 1866 — Срушена Стамбол капија у Београду
- 1871. Србин, Петар Манојловић послао из Беча свом ујаку, адвокату Деметрију Манојловићу у Сомбор, најстарију познату поштанску разгледницу. Разгледница је потом враћена у Беч. Написана је на српском језику, ћириличним писмом.
- 1930 — Белкиње у Јужној Африци добиле право гласа.
- 1934 — Звено и бугарска војска су извели државни удар у Бугарској и поставили Кимона Георгијева за новог премијера Бугарске.
- 1945 — Више од 40 америчких бомбардера напало Токио у Другом светском рату.
- 1961 — Венера 1 је постала први објекат који је начинио човек који је прошао поред Венере.
- 1974 — Тесном већином Валери Жискар Д'Естен победио Франсоа Митерана на председничким изборима у Француској.
- 1989 — Током студентских демонстрација у Пекингу смењен генерални секретар Комунистичке партије Кине Џао Цијанг јер се успротивио ванредним мерама и примени силе против студената.
- 1991 — Упркос бојкота локалних Срба, гласачи су на референдуму подржали независност Хрватске од СФРЈ.
- 1997 — У Бангладешу у снажном циклону живот изгубило најмање 350 људи, а више од милион остало без кућа.
- 1998 — Индонежански студенти упали у зграду Парламента у Џакарти, захтевајући оставку шефа државе Сухарта.
- 2000 — Кина и Европска унија постигле споразум о трговини, Кини отворен пут у Светску трговинску организацију. Кина наредне године примљена у СТО.
- 2001 — На састанку у Египту министри иностраних послова арапских земаља предложили суспензију политичких контаката с Владом Израела до престанка оружаних напада Израела на Палестинце.
- 2021 — У Белорусији на западу земље, срушио се војни авион, где су погинула оба пилота.
- 2022 — „Литургија помирења” између Српске православне цркве и Македонске православне цркве — Охридске архиепископије, коју су предводили патријарх српски Порфирије и архиепископ македонско-охридски Стефан, одржана је у Саборноме храму Светога Саве у Београду.

## Рођења
- 1762 — Јохан Готлиб Фихте, немачки филозоф. (прем. 1814)[1]
- 1890 — Хо Ши Мин, вијетнамски револуционар и политичар. (прем. 1969)[2]
- 1890 — Петар Пјер Крижанић, југословенски карикатуриста, писац и есејиста, познат и као један од оснивача листа Ошишани јеж. (прем. 1962)[3]
- 1901 — Миодраг Аврамовић, југословенски и српски филмски глумац и редитељ. (прем. 1974)[4]
- 1925 — Малколм Икс, амерички борац за грађанска права. (прем. 1965)[5]
- 1928 — Пол Пот, камбоџански револуционар и политичар. (прем. 1998)[6]
- 1939 — Џејмс Фокс, енглески глумац.[7]
- 1940 — Јан Јансен, холандски бициклиста.[8]
- 1941 — Нора Ефрон, америчка новинарка, списатељица, редитељка, сценаристкиња и продуценткиња. (прем. 2012)[9]
- 1941 — Тања Малет, енглески модел и глумица. (прем. 2019)[10]
- 1944 — Питер Мејхју, енглеско-амерички глумац. (прем. 2019)[11]
- 1945 — Пит Таунсенд, енглески музичар, најпознатији као суоснивач, фронтмен, певач и гитариста групе The Who.[12]
- 1946 — Микеле Плачидо, италијански глумац и редитељ.[13]
- 1948 — Грејс Џоунс, јамајканско-америчка музичарка, глумица и модел.[14]
- 1949 — Дасти Хил, амерички музичар, најпознатији као басиста и певач групе ZZ Top. (прем. 2021)[15]
- 1954 — Фил Рад, аустралијски музичар, најпознатији као бубњар групе AC/DC.[16]
- 1959 — Слободан Антонић, српски политиколог, социолог и политички аналитичар.[17]
- 1964 — Милослав Мечирж, чехословачки тенисер.[18]
- 1969 — Томас Винтерберг, дански редитељ, сценариста, продуцент и глумац.[19]
- 1976 — Кевин Гарнет, амерички кошаркаш.[20]
- 1977 — Мухарем Баздуљ, књижевник, есејиста и преводилац.
- 1977 — Мануел Алмунија, шпански фудбалски голман.[21]
- 1979 — Андреа Пирло, италијански фудбалер.[22]
- 1979 — Дијего Форлан, уругвајски фудбалер.[23]
- 1980 — Дру Фулер, амерички глумац.[24]
- 1981 — Сани Бечирович, словеначки кошаркаш.[25]
- 1983 — Вивика Рај, америчка порнографска глумица и модел.
- 1992 — Маршмело, амерички продуцент електронске музике и ди-џеј.[26]
- 1992 — Сем Смит, енглески музичар.[27]
- 1996 — Чунг Хјон, јужнокорејски тенисер.[28]

## Смрти
- 1536 — Ана Болен прва маркиза од Пембрука и краљица Енглеске[29]
- 1859 — Јосип Јелачић бан хрватско-далматинско-славонски.[30]
- 1895 — Хосе Марти, кубански револуционар и књижевник.[31]
- 1898 — Вилијам Јуерт Гледстон, енглески државник.[32]
- 1929 — Драгомир Кранчевић, српски виолиниста и концертмајстор Пештанске опере.[33]
- 1935 — Томас Едвард Лоренс, енглески пуковник археолог и писац, познат као Лоренс од Арабије.[34]
- 1994 — Жаклина Кенеди Оназис, супруга председника САД Џона Кенедија и грчког бродовласника, милијардера Аристотела Оназиса.[35]
- 2024 Ебрахим Раиси Председник Ирана

## Празници и дани сећања
- Српска православна црква слави:
  - Светог праведног и многострадалног Јова
  - Пренос моштију светог Саве Српског
  - Светог мученика Варвара
  - Светог Варвара разбојника
- Дан независности, омладине и спорта у Турској